# Gerhard Müller (Geophysiker)
Gerhard Müller (* 25. November 1940 in Schwäbisch Gmünd; † 9. Juli 2002) war ein deutscher Geophysiker, der sich insbesondere mit der mathematischen Geophysik und Seismologie befasste.

## Leben und Wirken
Müller schloss sein Geophysik-Studium an der Universität Mainz 1965 mit dem Diplom ab. Er promovierte 1967 an der Technische Hochschule Clausthal zu dem Thema „Theoretische Seismogramme für Punktquellen in geschichteten Medien“. Anschließend schloss sich Müller einer seismologischen Arbeitsgruppe am geophysikalischen Institut der Universität Karlsruhe an, in der er in Zusammenarbeit mit Karl Fuchs seine Arbeiten zur Reflektivitätsmethode veröffentlichte, der als einer meistzitierten Artikel aus der deutschen Seismologie gilt.
Im Jahr 1974 habilitierte Müller an der Fakultät für Physik in Karlsruhe und war dort anschließend als Privatdozent tätig. Von 1971 bis 1972 war er als Gastwissenschaftler in den USA am Mathematics Department des Thomas J. Watson Research Center von IBMund bei Lee Alsop am Lamont-Doherty Earth Observatory der Columbia University tätig. Von 1979 bis zu seinem Lebensende war Müller Professor für Mathematische Geophysik am Institut für Meteorologie und Geophysik der Universität Frankfurt. Müller setzte seinem Leben nach längerer schwerer Krankheit selbst ein Ende.
Seit 1981 war er Mitherausgeber des Journal of Geophysics, dann des Nachfolgers Geophysical Journal International.
Wichtiges Schwerpunktthema vieler seiner Arbeiten waren synthetische Seismogramme, mit denen er sich schon seit seiner Dissertation befasste. Diese dienen zum Beispiel dem Vergleich einer geologischen Modellbildung mit seismischen Daten. Er befasste sich aber auch mit vielen anderen Gebieten der Geophysik. Im Rahmen der 1986 publizierten Experimente zur Fünften Kraft führte er ein Experiment an einem Pumpspeicherwerk im Süd-Schwarzwald aus.

## Auszeichnungen
- 1996: Fellow der American Geophysical Union
- 1997: Emil-Wiechert-Medaille
- 1998: Associate der Royal Astronomical Society
- 2001: DGG Ehrenmitglied